# Runar Norheim
Runar Norheim, né le 14 février 2005 à Finnsnes en Norvège, est un footballeur norvégien qui joue au poste de milieu offensif au Tromsø IL.

## Biographie

### En club
Né à Finnsnes en Norvège, Runar Norheim commence le football dans le club local du Finnsnes IL (en) avant d'être formé au Varden FK. Courtisé très jeune par des clubs comme le FK Bodø/Glimt ou le FC Copenhague, il rejoint finalement le Tromsø IL en 2020, où il poursuit sa formation.
Norheim joue son premier match en professionnel le 21 septembre 2020, lors d'une rencontre de deuxième division norvégienne face au Sandnes Ulf. Il entre en jeu et son équipe l'emporte par trois buts à zéro. Faisant ses débuts à seulement 15 ans, il devient le plus jeune débutant de l'histoire du Tromsø IL,.
Il joue son premier match de première division norvégienne, le 4 juillet 2021, contre le FK Haugesund. Il entre en jeu à la place de Felix Winther, et son équipe est battue par trois buts à zéro.
Norheim se fait remarquer le 19 mai 2022 en marquant trois buts face au Ishavsbyen FK (en), en coupe de Norvège. Il s'agit de ses trois premiers buts en professionnel. Titulaire, il également l'auteur de trois passes décisives en plus de son triplé, et contribue à la victoire de son équipe par six buts à zéro.
Le 15 septembre 2022, il prolonge son contrat avec le Tromsø IL jusqu'en décembre 2024.

### En sélection
Runar Norheim joue un total de six matchs avec l'équipe de Norvège des moins de 17 ans de 2021 à 2022.
Il fait également cinq apparitions avec les moins de 18 ans, tous en 2023.
Norheim joue ensuite avec les moins de 19 ans de 2023 à 2024, jouant un total de sept matchs.